# Grant (Alabama)
Grant és una població dels Estats Units a l'estat d'Alabama. Segons el cens del 2000 tenia 665 habitants.

## Demografia
Segons el cens del 2000, Grant tenia 665 habitants, 279 habitatges, i 200 famílies. La densitat de població era de 145,1 habitants/km².
Dels 279 habitatges en un 33,7% hi vivien nens de menys de 18 anys, en un 61,3% hi vivien parelles casades, en un 9% dones solteres, i en un 28% no eren unitats familiars. En el 27,2% dels habitatges hi vivien persones soles l'11,5% de les quals corresponia a persones de 65 anys o més que vivien soles. El nombre mitjà de persones vivint en cada habitatge era de 2,38 i el nombre mitjà de persones que vivien en cada família era de 2,9.
Per edats la població es repartia de la següent manera: un 25,3% tenia menys de 18 anys, un 6,2% entre 18 i 24, un 29% entre 25 i 44, un 24,7% de 45 a 60 i un 14,9% 65 anys o més.
L'edat mediana era de 38 anys. Per cada 100 dones hi havia 81,2 homes. Per cada 100 dones de 18 o més anys hi havia 79,4 homes.
La renda mediana per habitatge era de 37.188 $ i la renda mediana per família de 45.417 $. Els homes tenien una renda mediana de 35.795 $ mentre que les dones 29.750 $. La renda per capita de la població era de 20.014 $. Aproximadament el 6% de les famílies i el 8,4% de la població estaven per davall del llindar de pobresa.

## Poblacions properes
El següent diagrama mostra les poblacions més properes.